# Heteromys
A Heteromys az emlősök (Mammalia) osztályának rágcsálók (Rodentia) rendjébe, ezen belül a tasakosegér-félék (Heteromyidae) családjába tartozó egyetlen élő és egyben típusnem is.

## Előfordulásuk
Az idetartozó fajok Texastól Venezueláig és Ecuadorig találhatók meg. Dél-Amerikába a nagy amerikai faunacsere ideje alatt kerültek. Az erdők és bozótosok lakói.

## Rendszertani eltérés
Korábban csak 11 faj tartozott ide, 5 másik faj a ma már felszámolt Liomys nembe tartozott. Azonban a legújabb kutatások szerint, mindkét rágcsálónem egy közös ősre vezethető vissza, azaz parafiletikus csoportot alkotnak.

## Rendszerezés
A nembe az alábbi 16 faj tartozik:
- Heteromys adspersus (Peters, 1874) - Liomys adspersus Peters, 1874
- Heteromys anomalus Thompson, 1815 - típusfaj
- Heteromys australis Thomas, 1901
- Heteromys catopterius Anderson & Gutiérrez, 2009[2]
- Desmarest-erdeitasakosegér (Heteromys desmarestianus) J. E. Gray, 1868
- Heteromys gaumeri J. A. Allen & Chapman, 1897
- Heteromys goldmani Merriam, 1902
- Heteromys irroratus (Gray, 1868) - Liomys irroratus Gray, 1868
- chiapasi erdeitasakosegér (Heteromys nelsoni) Merriam, 1902
- Heteromys nubicolens Anderson & Timm, 2006[3]
- Heteromys oasicus Anderson, 2003 - korábban Heteromys anomalus-nak tekintették
- Heteromys oresterus Harris, 1932 - korábban a Xylomys alnembe sorolták
- Heteromys pictus (Thomas, 1893) - Liomys pictus Thomas, 1893
- Heteromys salvini (Thomas, 1893) - Liomys salvini Thomas, 1893
- Heteromys spectabilis (Genoways, 1971) - Liomys spectabilis Genoways, 1971
- Heteromys teleus Anderson & Jarrín-V., 2002